# Gunnarsbyns distrikt
Gunnarsbyns distrikt är ett distrikt i Bodens kommun och Norrbottens län. Distriktet ligger omkring Gunnarsbyn i södra Norrbotten.

## Tidigare administrativ tillhörighet
Distriktet inrättades 2016 och utgörs av en del av det område Bodens stad omfattade till 1971, delen som före 1967 utgjorde en del av Råneå socken.
Området motsvarar den omfattning Gunnarsbyns församling hade 1999/2000 och fick 1962 när församlingen bröts ut ur Råneå församling.

## Tätorter och småorter
I Gunnarsbyns distrikt finns två småorter men inga tätorter. 

### Småorter
- Gunnarsbyn
- Sörbyn